# Lu Ming
Lu Ming (xinès simplificat: 陆明, pinyin: Lù Míng) (8 d'agost del 1982, Mongòlia) és un autor xinès de còmics xinesos. També toca la guitarra a un grup de jazz i heavy metal.
Nasqué a una família de militars. Es va formar en l'art de la pintura. Treballà al Japó i Hong Kong. Des del 2000 publicà els seus còmics.

## Obres
- the DOOR (2000)
- 反击 (2000)
- 我的旋律 (2001)
- 龙魂 (2004)
- SAVE (2007)
- 千年 (2008)
- Pekin (2008)
- HARD MELODY (2013)[4]